# 馬來西亞航空貨運
马来西亚航空货运，中文简称马航货运，是马来西亚的货运航空公司。它以吉隆坡国际机场（WMKK/KUL）作为枢纽机场，总部位于吉隆坡国际机场的高级货运中心（Advanced Cargo Centre，ACC）中 。它是母公司马来西亚航空的货运全资附属子公司，运营定期、包机货运航班。同时也通过陆路运输由机场至港口的货物。

## 历史
马来西亚航空货运成立于1972年。起初，成立公司的原因是为了处理马来西亚航空送到世界各地的货物。在当时，马航货运处理了30,000吨货物。1997年4月成为马来西亚航空的全资附属子公司，并从马来西亚航空得到了两架波音747货机。截止至2007年3月，马航货运有超过1,000名员工。现在，因为有了高级货运中心，马航货运最高可以为10,000吨客户货物进行处理。

## 目的地
截止至2015年4月，马航货运提供至以下目的地的货运航班：
| 區域   | 國家             | 目的地                                                                             |
| 东南亚 | 马来西亚（国內） | 吉隆坡国际机场（枢纽机场），槟城国际机场，亚庇国际机场，古晋国际机场，纳闽国际机场 |
| 东南亚 | 新加坡           | 新加坡樟宜机场                                                                     |
| 东南亚 | 印度尼西亞       | 苏加诺-哈达国际机场                                                                |
| 东南亚 | 泰國             | 素万那普机场                                                                       |
| 东南亚 | 越南             | 内排国际机场，新山一国际机场                                                       |
| 东南亚 | 菲律賓           | 尼诺伊·阿基诺国际机场                                                              |
| 东亚   | 中国大陆         | 北京首都国际机场                                                                   |
| 东亚   | 香港             | 香港国际机场                                                                       |
| 东亚   | 臺灣             | 桃园国际机场                                                                       |
| 东亚   | 日本             | 东京成田国际机场                                                                   |
| 南亚   |                  | 沙阿贾拉勒国际机场                                                                 |
| 南亚   | 印度             | 金奈国际机场，班加罗尔国际机场                                                     |
| 西亚   | 阿联酋           | 阿勒马克图姆国际机场                                                               |
| 大洋洲 |                  | 悉尼机场                                                                           |
| 欧洲   | 荷蘭             | 阿姆斯特丹史基浦机场                                                               |

## 机队

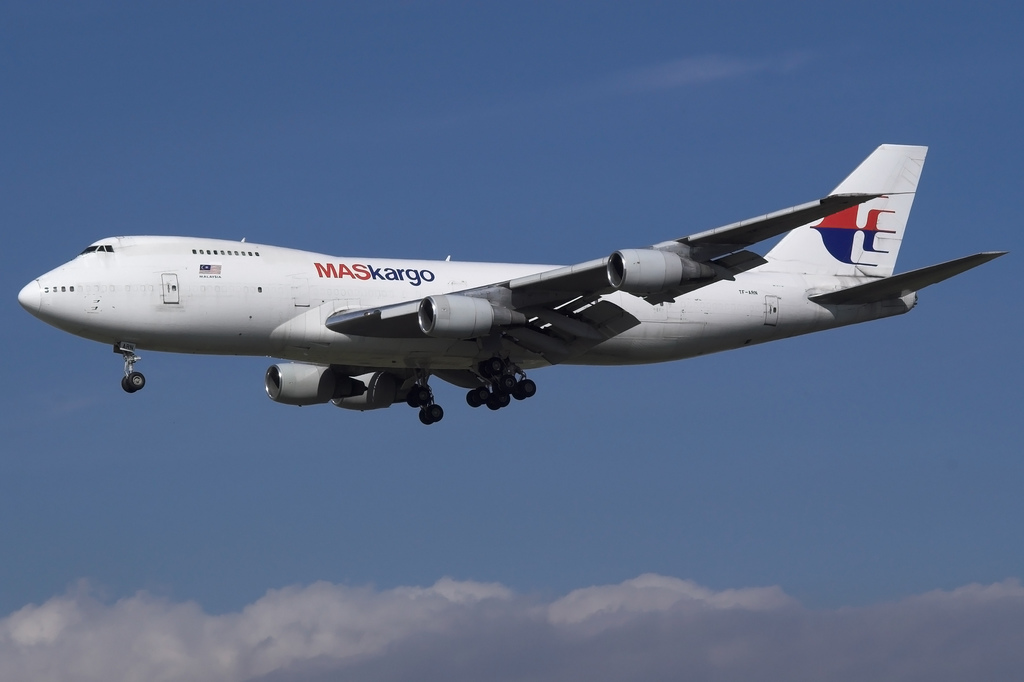
马航货运注册编号为TF-ARN的波音747-200F，由亚特兰大冰岛航空运营

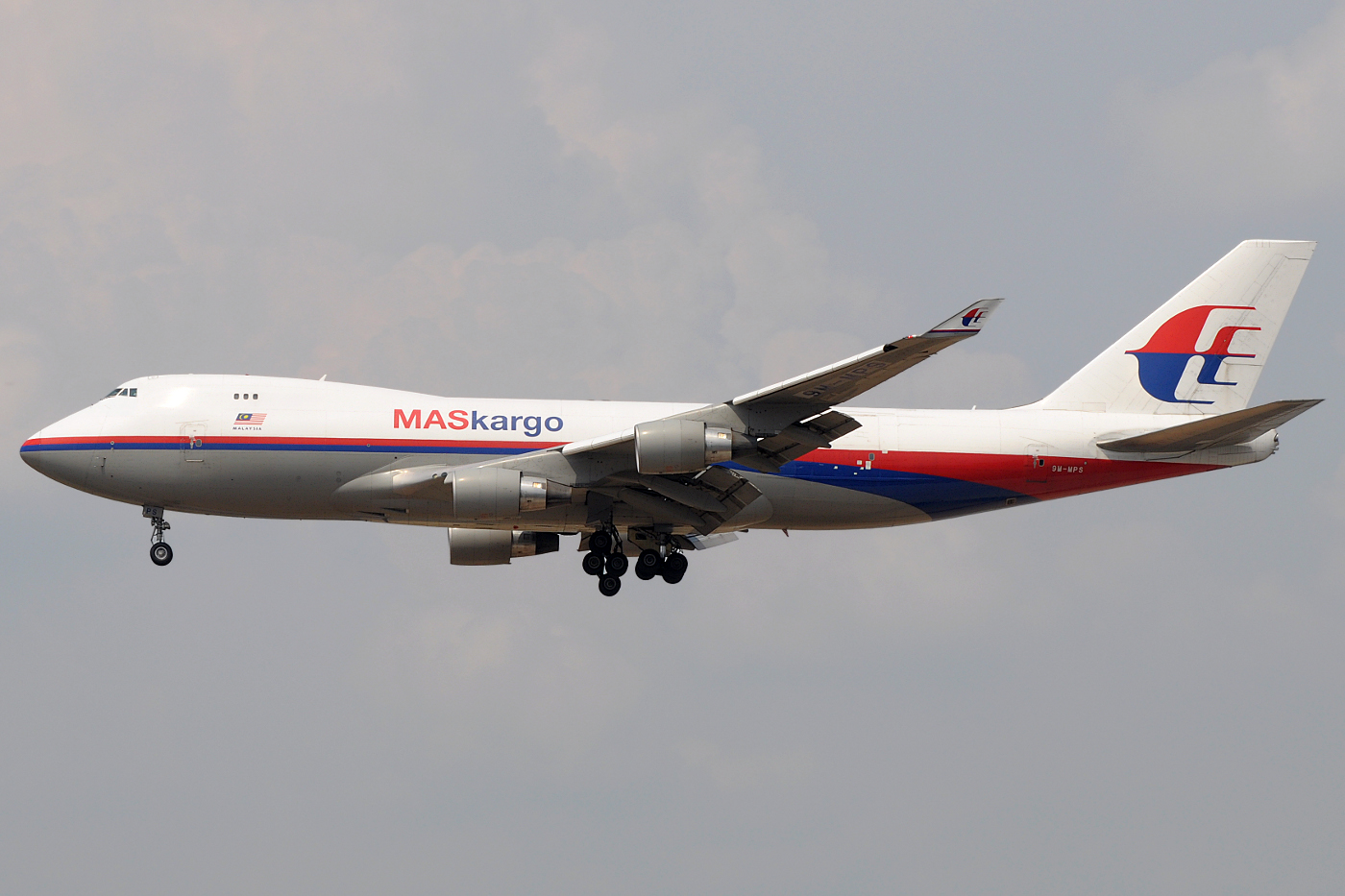
马航货运注册编号为9M-MPS的波音747-400，旧涂装

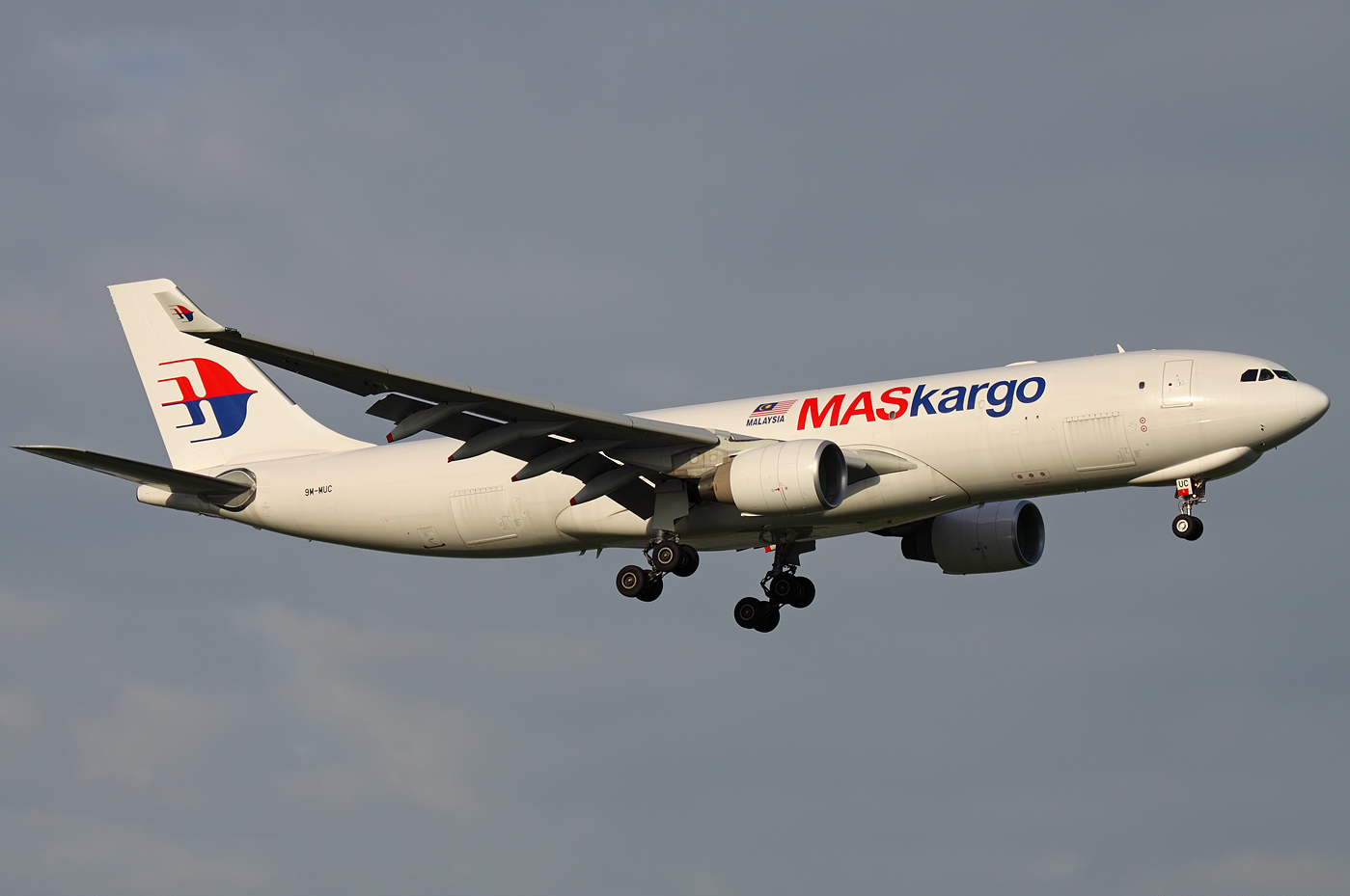
马航货运注册编号为9M-MUC的空中客车A330

截止至2021年10月，马航货运拥有以下机型：
| 机型         | 运营中 | 已订购 | 选择权 | 载重量    | 备注 |
| ------------ | ------ | ------ | ------ | --------- | ---- |
| 空中巴士A330 | 3      | —      | —      | 70,000 kg |      |
|              |        |        |        |           |      |

## 马航货运服务和衍生产品
马航货运提供以下服务和衍生产品
- I-PORT

为使得公司扩展其服务至马来西亚半岛重要的港口巴生港，马航货运在巴生港内建立了一个专用空域，旨在使巴生港和吉隆坡成为马来西亚半岛海运和空运的中心。
- i-secure

i-secure是马航货运提供的机场至机场的物流设施。为所有易碎货物在运输中每一步均提供较高安全水准的服务。i-secure现在所有马来西亚航空航点提供。
- 动物旅馆

1998年与吉隆坡国际机场一同开通。马航货运动物旅馆专为空运动物提供进出口、转运和交货服务。马航货运动物旅馆被称作世界上最好的动物转运设施。
- 优先商务中心

马航货运有限商务中心是为了向高端客户提供优质服务所建设的。
- 生鲜中心

马航货运生鲜中心确保易腐烂货品能得到妥善保管和运输。
- 一级方程式

马来西亚航空货运为一级方程式马来西亚大奖赛的第二官方货运航空公司。